# Blackpink: The Virtual
Blackpink: The Virtual è un concerto virtuale del girl group sudcoreano Blackpink, per il videogioco battle royale PUBG Mobile. Il concerto si è svolto per due fine settimana, il 22-23 luglio e il 29-30 luglio 2022 in America del Nord e America del Sud, e il 23-24 luglio e il 30-31 luglio in tutti gli altri paesi. Il concerto vede le esibizioni di molte delle canzoni del gruppo, nonché il debutto esclusivo di un brano speciale intitolato Ready for Love proveniente dal loro secondo album in studio Born Pink (2022).

## Annuncio
Il gruppo ha collaborato per la prima volta con PUBG Mobile per celebrare il lancio del loro primo album in studio The Album. Il 12 luglio 2022, la YG Entertainment ha rivelato che il gruppo stava collaborando ancora una volta con la società per tenere un concerto virtuale in-game su PUBG Mobile chiamato Blackpink: The Virtual dal 22 al 31 luglio. Il concerto ha visto le esibizioni delle canzoni di successo del gruppo con l'aggiunta di una traccia speciale. Il concerto si è svolto in due fine settimana, tra il 22 e il 23 luglio e poi di nuovo tra il 29 e il 30 luglio in America del Nord e America del Sud. Per tutti gli altri paesi, si è svolto tra il 23 e il 24 luglio, e poi di nuovo dal 30 al 31 luglio. I biglietti gratuiti per i concerti erano disponibili sull'app PUBG Mobile dopo il 15 luglio, su cui era disponibile un "pacchetto di risorse per il concerto" rilasciato anche nel gioco. Tencent Games ha inoltre annunciato che i giocatori dell'app potevano ottenere gli abiti indossati dal gruppo durante il concerto. Il concerto è stato presentato in anteprima nel gioco il 22 luglio, inclusa l'esibizione del brano speciale delle Blackpink, Ready for Love. La traccia è stata pubblicata il 29 luglio come video musicale animato su YouTube con avatar del gruppo.

## Sinossi
Blackpink: The Virtual si apre con avatar virtuali alati delle Blackpink che scendevano da un aereo e atterravano sul palco. Come prima canzone da eseguire hanno scelto Ddu-Du Ddu-Du, durante il quale i giocatori del gioco possono saltare su piattaforme per diverse visualizzazioni degli avatar giganti. Successivamente, eseguono Kill This Love in abiti rossi davanti al globo, con la grafica che inizia in bianco e nero prima di trasformarsi in colore. Il gruppo esegue quindi How You Like That mentre ai giocatori viene presentato un gioco ritmico interattivo. Infine, eseguono Ready for Love mentre i musicisti possono volare sul palco per diversi punti di vista.

### Scaletta
1. Ddu-Du Ddu-Du
2. Kill This Love
3. How You Like That
4. Ready for Love

## Accoglienza
Blackpink: The Virtual ha visto la partecipazione di 15,7 milioni di spettatori durante i due fine settimana in cui è stato trasmesso sull'app PUBG Mobile.